# Teqball
Teqball este un sport cu mingea care se joacă pe o masă curbată, combinând elemente de sepak takraw și tenis de masă. Jucătorii lovesc o minge de fotbal unul spre celălalt cu orice parte a corpului, cu excepția brațelor și a mâinilor. Teqball poate fi jucat între doi jucători ca joc de simplu sau între patru jucători ca joc de dublu. Sportul este reprezentat la nivel internațional de Federația Internațională de Teqball (FITEQ). O serie de fotbaliști de talie mondială au fost atrași de sport și, după ce a fost adăugat în programele Jocurilor Asiatice de plajă din 2021 și al Jocurilor Europene din 2023, sportul urmărește acum includerea în Jocurile Olimpice.
Teqball a devenit sportul cu cea mai rapidă recunoaștere din lume în august 2018, când cel mai înalt organism de conducere al său, FITEQ, a fost recunoscut oficial de Comitetul Olimpic din Asia (OCA). În iunie 2019, a fost recunoscut oficial de Asociația Comitetelor Olimpice Naționale din Africa (ANOCA).
În noiembrie 2020, FITEQ a primit calitatea de membru cu drepturi depline al Asociației Globale a Federațiilor Sportive Internaționale (GAISF). A fost creat în 2012 în Ungaria.